# Lophopotamon
Lophopotamon is een geslacht van kreeftachtigen uit de klasse van de Malacostraca (hogere kreeftachtigen).

## Soort
- Lophopotamon yenyuanense (Dai, G.-X. Chen, J.-B. Liu, Luo, Yi, Z.-H. Liu, Gu & C.-H. Liu, 1990)